# Enforcer (Computerspiel)
Enforcer ist ein Weltraum-Shooter, der 1992 vom Spieleentwickler Manfred Trenz für den Commodore 64 entwickelt wurde, und ist der Nachfolger des Spiels Katakis. Die Musik stammt von Markus Siebold.

## Beschreibung
Enforcer, auch Katakis 2 genannt, ist ein weiterer horizontal scrollender Weltraum-Shooter von Manfred Trenz, den er für Golden Disk unter dem Pseudonym „The Master“ schrieb. Man fliegt mit einem Raumgleiter durch sechs unterschiedliche Zonen mit steigendem Schwierigkeitsgrad und jeweils einem Endgegner am Ende des Levels. Der Enforcer-Fullmetal-Megablast (EFM) ist ein Kampfgleiter auf dem neuesten Stand der Technik. In der Grundausstattung ist er mit einem Hochleistungs-Pulsenergietriebwerk (HLPET) und einem Plasma-Schnellfeuerblaster (PSFB) ausgerüstet. Darüber hinaus verfügt der EFM über einen Powerbeam, dessen Feuerkraft ausreicht, um auch stark gepanzerte und große Gegner zu zerstören.
Der EFM kann durch Anbau diverser Module, die im Verlauf des Spiels auftauchen, vielseitig erweitert und aufgerüstet werden. Zu Beginn stehen vier Gleiter zur Verfügung, die mit jeweils drei Smartbombs ausgestattet sind. In jeder Zone sind weitere Extragleiter versteckt, die nur bei genauer Betrachtung auffallen.
Enforcer enthält zahlreiche Grafiken aus Turrican.

## Portierungen
2011 wurden Portierungen des Spiels für iPad und iPhone veröffentlicht.

## Enforcer 2
2008 erschien eine Demo namens Enforcer 2 bei Protovision von André Bürger (siehe auch Katakis) und Oliver Lindau. Das Spiel wurde nicht fertiggestellt.